# Daleszyce
Daleszyce è un comune urbano-rurale polacco del distretto di Kielce, nel voivodato della Santacroce.
Ricopre una superficie di 222,18 km² e nel 2006 contava 14 713 abitanti.